# Arezki El Bachir
Pour les articles homonymes, voir Arezki.
Arezki El Bachir Bachène (en kabyle : Aṛezqi U Lvacir Baccen) est un résistant kabyle qui s’est opposé aux  représentants de l'administration coloniale française à la fin du XIXe siècle. Finalement capturé, il est guillotiné le 14 mai 1895 avec son allié Ahmed Saïd ou Abdoun originaire d'Azazga.

## Algérie Kabylie-Yakouren - 1850
Arezki El Bachir est né vers 1857 dans le village d'Aït Bouhini en Kabylie (dans l'actuelle commune de Yakouren). Il était le fils d'El Béchir et  Nait ali Tassadit Tadjibat, et appartenait à la confédération des Ait-Ghobri. 
En 1857, après la bataille d'Icherriden où Lalla Fatma N'Soumer fut défaite, la Kabylie a chuté après avoir résisté à l'avancée des troupes françaises. L'une des conséquences de cette défaite est que les villages perdent leur autonomie et le droit administratif. Les assemblées de villages, qui étaient auparavant les "sages" du Conseil élu, deviennent un outil de l'administration française, dont les dirigeants («chevilles ouvrières» et «amines») sont nommés par l'autorité coloniale. 
Dans le même temps, en Kabylie, le pouvoir colonial a commencé l'exploitation du système de concession, et l'attribution des terres du village aux colons nouvellement arrivés d'Europe, selon les lois coloniales en vigueur à l'époque.

## Le soulèvement de Yakouren
Dans la région d’Azazga et de Yakouren, où Arezki El Bachir  et d'autres hommes comme les frères Dahmane ont vécu, les forêts de chêne-liège ont attiré des colons exploitants. Arezki n'a que 14 ans au moment du soulèvement de 1871, dirigé par El Mokrani, qui enflamme l'ensemble de la Kabylie orientale. Il assiste impuissant à la répression coloniale sur la population. Le gouvernement français avait alors créé la loi de « responsabilité collective » pour les actions de ceux que le gouvernement considérait comme des « criminels ». En particulier, les Aït Ghobri furent condamnés à verser une amende collective de 113 200 francs. À cette amende s'ajoute surtout le séquestre de 5817 ha de terres qui sont ensuite allouées à la constitution d'un centre de colonisation bien que celui-ci ouvre plus tardivement, en 1887.  
Quelques années plus tard, quand il était le contremaitre de la forêt Yakouren, il construit le socle de ce qui sera la rébellion. Il forme un petit groupe avec ses compagnons les plus fidèles pour soutenir les droits des bûcherons qui étaient exploités. Cette petite résistance se transforma bientôt en une rébellion contre la confiscation des terres du village et contre les taxes excessives. Son groupe a été impliqué dans l'assassinat d'agents coloniaux français qu'ils soient civils ou militaires, Algériens ou Européens. Aux yeux d'Arezki El Bachir, ces personnes étaient des traîtres et des criminels. Nous disposons de peu de sources pour comprendre les motivations d'Arezky El Bachir mais nous savons en revanche au travers des rapports de l'administration française que celle-ci y vit une menace politique bien qu'elle essaya de disqualifier l'action d'Arezki comme relevant du pur banditisme. 
L'origine exacte de sa prise du maquis reste obscure. Arezky L'Bachir fut bien condamné par contumace en 1887 à la suite d'un vol avec effraction survenu à Mustapaha Supérieur alors commune de la banlieue d'Alger. La cour d'assises d'Alger le condamne à une peine de 20 ans de travaux forcés par contumace. Il se résout alors à échapper à la justice française et pendant quelques années semble avoir échappé à la surveillance de l'administration avant que celle-ci le signale de nouveau au début des années 1890.  Réfugié dans la forêt de Yakouren, où les forces françaises n'avaient pas réussi à le capturer, son groupe devenait de plus en plus nombreux, ce qui attira l'attention de l'administration centrale sur lui. Son groupe est évalué à plusieurs dizaines de membres mais il fonctionna de concert avec le groupe des frères Abdoun et celui d'Amar ou M'Raï existant dans la même région.  
Dans le début des années 1890, Arezki El Bachir établit fermement son insurrection en Kabylie. Pendant ce temps, l'administration coloniale est très préoccupée par sa bande et celle d'Abdoun. Arezki El Bachir acquiert la réputation de vengeur à qui les villageois de la région viennent demander de l'aide. Il devient le distributeur de la justice dans la région et dans les yeux de nombreuses personnes, remplace l'autorité coloniale.  

## Répression des groupes d'Arezky L'Bachir et Ahmed Saïd ou Abdoun
À trois reprises, l'administration coloniale cherche à mettre un terme à l'activité des bandes.  Au printemps 1891, une première opération a lieu mobilisant une compagnie de zouaves. Une seconde est lancée à la fin de l'année 1892 mais ni l'une ni l'autre ne parviennent à arrêter le moindre bandit. Ces échecs renforcent la réputation des bandits. Le gouverneur général d'Alger en 1893 décide d'envoyer une expédition militaire de plus grande envergure forte de 363 hommes contre Arezki El Bachir. Après un mois et demi de campagne avec d'énormes ressources et des renforts, Arezki El Bachir, fatigué et affamé est finalement capturé par les administrateurs coloniaux. Ses hommes se dispersent, 46 sont capturés ou meurent lors d'affrontements avec les forces armées. La nouvelle de l'arrestation de Arezki El Bachir fait sensation à Alger et la presse couvre largement l'événement.

## Condamnation à mort

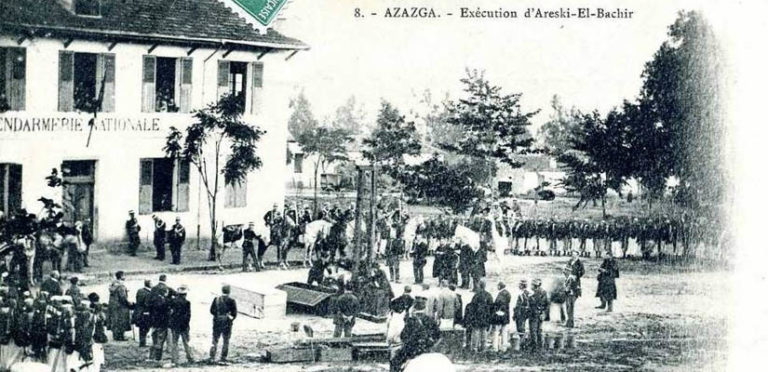
Carte postale de l'exécution d'Arezki El Bachir

À l'issue d'un procès en cour d'assises, dix membres de la résistance opprimée sont condamnés à mort et six sont effectivement exécutés, les quatre autres bénéficiant d'une commutation de leur peine en celle de travaux forcés à perpétuité et sont ainsi envoyés au bagne de Nouvelle-Calédonie. L'exécution a lieu à Azazga devant un public nombreux, comprenant notamment des Européens venus d'Alger pour assister à la mise à mort cruelle des résistants. L'autorité coloniale souhaite faire un exemple sanglant après avoir craint d'être remise en cause. L'exécution fait même l'objet d'une photographie diffusée sous la forme de carte postale.  